# Seznam televizijskih postaj v Sloveniji
Sledeč seznam navaja televizijske postaje v Sloveniji. Programi se oddajajo v Sloveniji in so razvrščeni po regijah glede na pokritost in vrstah oddajanih vsebin. Seznam ne navaja televizijskih programov, oddajanih samo na spletu.

## Televizijske postaje z nacionalno pokritostjo

### Programi Televizije Slovenija
| Ime                             | Način sprejema                   | Format | Spletna stran |
| ------------------------------- | -------------------------------- | --- | ------------- |
| 1. program Televizije Slovenija | DVB-T, DVB-C, DVB-S2, IPTV, MMDS | Novice, filmi, dokumentarna vsebina, pogovorne oddaje, otroški in mladinski program, zabavne oddaje, verski program, neposredni prenosi pomembnejših dogodkov, oddaje za narodne manjšine |               |
| 2. program Televizije Slovenija | DVB-T, DVB-C, DVB-S2, IPTV, MMDS | Šport, filmi, dokumentarna vsebina, serije, drama, kultura in umetnost |               |
| 3. program Televizije Slovenija | DVB-T, DVB-C, DVB-S2, IPTV, MMDS | Informacije, novice, prenosi zasedanj Državnega zbora RS, Evropskega parlamenta in Državnega sveta, politične pogovorne oddaje, novinarske konference                                     |               |

### Komercialne televizijske postaje
| Ime          | Način sprejema            | Format                                                                                           | Spletna stran |
| ------------ | ------------------------- | ------------------------------------------------------------------------------------------------ | ------------- |
| POP TV       | DVB-C, IPTV, MMDS         | Novice, resničnostni šovi, zabavne oddaje, filmi, serije, risanke, telenovele                    |               |
| Kanal A      | DVB-C, IPTV, MMDS         | Novice, resničnostni šovi, filmi, serije, risanke, šport                                         |               |
| Planet TV    | DVB-C, IPTV, MMDS         | Novice, resničnostni šovi, filmi, serije, risanke, zabavne oddaje                                |               |
| Planet 2     | DVB-C, IPTV, MMDS         | Filmi, serije, telenovele                                                                        |               |
| Planet Eva   | DVB-C, IPTV, MMDS         | Pogovorne oddaje, filmi, serije, telenovele                                                      |               |
| TV 3         | DVB-C, IPTV, MMDS         | Filmi, serije, telenovele                                                                        |               |
| Gold TV      | DVB-C, IPTV, MMDS         | Televizijski program s serijami, filmi, telenovelami, glasbo in zabavnimi oddajami               |               |
| Brio         | DVB-C, IPTV, MMDS         | Serije                                                                                           |               |
| Kino         | DVB-C, IPTV, MMDS         | Filmi                                                                                            |               |
| Oto          | DVB-C, IPTV, MMDS         | Otroški program z risankami, sinhroniziranimi v slovenščino                                      |               |
| Astra        | DVB-C, IPTV, MMDS         | Komedije, kriminalne, dramske in dnevne serije iz Slovenije in držav bivše Jugoslavije           |               |
| Sportklub    | DVB-C, MMDS               | Televizijski programi s športnimi prenosi in oddajami                                            |               |
| Šport TV     | DVB-C, IPTV, MMDS         | Televizijski programi s športnimi prenosi in oddajami                                            |               |
| Arena Sport  | DVB-C, IPTV, MMDS         | Televizijski programi s športnimi prenosi in oddajami                                            |               |
| Arena eSport | DVB-C, IPTV, MMDS         | Televizijski program z e-športnimi prenosi in oddajami                                           |               |
| Best TV      | DVB-C, IPTV, MMDS         | Televizijski program s turbofolk glasbo                                                          |               |
| TV Veseljak  | DVB-C, IPTV, MMDS         | Televizijski program s slovensko narodnozabavno, ljudsko in zabavno glasbo                       |               |
| TV Aktual    | DVB-C, IPTV, MMDS         | Televizijski program s predvsem hrvaško in slovensko popularno glasbo                            |               |
| Folx TV      | DVB-C, DVB-S2, IPTV, MMDS | Televizijski program s slovensko narodnozabavno, ljudsko in zabavno glasbo                       |               |
| Net XXL      | DVB-C, IPTV, MMDS         | Erotični televizijski program                                                                    |               |
| Adria TV     | DVB-C, DVB-S2, IPTV, MMDS | Televizijski program s tradicionalno dalmatinsko in klapsko ter jugoslovansko pop in rock glasbo |               |
| TV 8         | DVB-C, IPTV, MMDS         | Nakupovalni TV-program                                                                           |               |
| TV Nakupi    | DVB-C, IPTV, MMDS         | Nakupovalni TV-program                                                                           |               |

### Nepridobitni programi
| Ime         | Način sprejema           | Format                                    | Spletna stran                             |
| ----------- | ------------------------ | ----------------------------------------- | ----------------------------------------- |
| Top TV      | DVB-C, IPTV, MMDS        | 24-urni informativni program              |                                           |
| 1. Nova24TV | DVB-T, DVB-C, IPTV, MMDS | 24-urni informativni in politični program |                                           |
| 2. Nova24TV | DVB-C, IPTV, MMDS        | 24-urni informativni in politični program |                                           |
| Exodus TV   | DVB-C, IPTV, MMDS        | Katoliški televizijski program            | Arhivirano 2020-06-25 na Wayback Machine. |

## Televizijske postaje z regionalno in lokalno pokritostjo

### Regionalni programi Televizije Slovenija
| Ime        | Način sprejema                   | Format | Spletna stran |
| ---------- | -------------------------------- | --- | ------------- |
| TV Koper   | DVB-T, DVB-C, DVB-S2, IPTV, MMDS | Regionalna televizija za italijansko manjšino in gledalce na Slovenski obali in Primorskem, novice, filmi, šport, zabavne oddaje, dokumentarna vsebina      |               |
| TV Maribor | DVB-T, DVB-C, IPTV, MMDS         | Regionalna televizija za Štajersko, Koroško in Pomurje, novice, filmi, šport, zabavne oddaje, dokumentarna vsebina, oddaje za mažarsko manjšino v Prekmurju |               |

### Regionalni programi posebnega pomena
| Ime                  | Način sprejema           | Format                                                                           | Spletna stran |
| -------------------- | ------------------------ | -------------------------------------------------------------------------------- | ------------- |
| Gorenjska televizija | DVB-C, IPTV, MMDS        | Regionalni program iz Kranja za območje Gorenjske                                |               |
| TV Celje             | DVB-C, IPTV, MMDS        | Regionalni program iz Celja za območje Savinjske                                 |               |
| Vaš kanal            | DVB-T, DVB-C, IPTV, MMDS | Regionalni program iz Novega mesta za območje Dolenjske, Posavja in Bele krajine |               |
| VTV                  | DVB-T, DVB-C, IPTV, MMDS | Regionalni program iz Velenja za območje Savinjske in Koroške                    |               |

### Lokalni programi posebnega pomena
| Ime                | Način sprejema           | Format                                                   | Spletna stran |
| ------------------ | ------------------------ | -------------------------------------------------------- | ------------- |
| ATV signal         | DVB-T, DVB-C, IPTV, MMDS | Lokalni program iz Litije za območje Zasavja             |               |
| TV Idea - Kanal 10 | DVB-C, IPTV, MMDS        | Lokalni program iz Murske Sobote za območje Pomurja      |               |
| RTS                | DVB-C, IPTV, MMDS        | Lokalni program iz Maribora za območje Štajerske         |               |
| TV Galeja          | DVB-C, IPTV, MMDS        | Lokalni program iz Ilirske Bistrice za območje Primorske |               |

### Regionalni in lokalni programi brez statusa posebnega pomena
| Ime                           | Način sprejema           | Format                                                            | Spletna stran |
| ----------------------------- | ------------------------ | ----------------------------------------------------------------- | ------------- |
| ePosavje TV                   | DVB-C, IPTV, MMDS        | Lokalni program iz Krškega za območje Posavja                     |               |
| Ljubljana TV                  | DVB-C, IPTV, MMDS        | Lokalni program iz Ljubljane za območje osrednje Slovenije        |               |
| Maxi TV                       | DVB-C, IPTV, MMDS        | Lokalni program iz Ljutomera za območje Prlekije                  |               |
| vŽivo.si                      | DVB-C, IPTV, MMDS        |                                                                   |               |
| ETV                           | DVB-C, IPTV, MMDS        | Lokalni program iz Kisovca pri Zagorju za območje Zasavja         |               |
| KTV Ormož                     | DVB-C, IPTV, MMDS        | Lokalni program iz Ormoža za območje Štajerske                    |               |
| Koroška TV                    | DVB-C, IPTV, MMDS        | Lokalni program iz Dravograda za območje Koroške                  |               |
| Moj TV                        | DVB-C, IPTV, MMDS        | Lokalni program iz Selnice ob Dravi                               |               |
| Net TV                        | DVB-C, IPTV, MMDS        | Lokalni program iz Maribora za območje Štajerske                  |               |
| Play TV                       | DVB-C, IPTV, MMDS        | Lokalni program iz Ljubljane za območje osrednje Slovenije        |               |
| TV AS                         | DVB-T, DVB-C, IPTV, MMDS | Lokalni program iz Murske Sobote za območje Pomurja               |               |
| TV Kras                       | DVB-C, IPTV, MMDS        | Lokalni program iz Sežane za območje Primorske, Krasa             |               |
| TV Krpan                      | DVB-C, IPTV, MMDS        | Lokalni program iz Laškega                                        |               |
| Kanal K3                      | DVB-C, IPTV, MMDS        | Lokalni program iz Beltincev                                      |               |
| Koroška regionalna televizija | DVB-C, IPTV, MMDS        | Regionalni program iz Slovenj Gradca                              |               |
| TV Lep                        | DVB-C, IPTV, MMDS        | Lokalni program iz Logatca                                        |               |
| TVM Miklavž                   | DVB-C, IPTV, MMDS        | Lokalni program iz Miklavža na Dravskem polju                     |               |
| TV Medvode                    | DVB-C, IPTV, MMDS        | Lokalni program iz Medvod                                         |               |
| Oron TV                       | DVB-C, IPTV, MMDS        | Regionalni program iz Starega trga pri Ložu za območje Notranjske |               |
| TV Plus                       | DVB-C, IPTV, MMDS        | Lokalni program iz Komende                                        |               |
| TV Studio Radgona - Kanal 11  | DVB-C, IPTV, MMDS        | Lokalni program iz Gornje Radgone                                 |               |
| TV Trbovlje                   | DVB-C, IPTV, MMDS        | Lokalni program iz Trbovelj za območje Zasavja                    |               |
| Vascom TV                     | DVB-C, IPTV, MMDS        | Lokalni program iz Pivke                                          |               |
| ViTel                         | DVB-C, IPTV, MMDS        | Lokalni program iz Dornberka za območje severne Primorske         |               |
| Go-TV                         | DVB-C, IPTV, MMDS        | Regionalni program iz Nove Gorice za območje severne Primorske    |               |
| Savinjska televizija          | DVB-C, IPTV, MMDS        | Regionalni program iz Žalca za območje Savinjske                  |               |
| TV Kočevje                    | DVB-C, IPTV, MMDS        | Lokalni program iz Kočevja                                        |               |
| TV Arena                      | DVB-C, IPTV, MMDS        | Lokalni program iz Celja                                          |               |
| Studio Bistrica               | DVB-C, IPTV, MMDS        | Lokalni program iz Slovenske Bistrice                             |               |
| BK TV                         | DVB-C, IPTV, MMDS        | Lokalni program iz Maribora za območje Štajerske in Koroške       |               |
| STV                           | DVB-C, IPTV, MMDS        | Lokalni program iz Žalca za območje Savinjske                     |               |
| PeTV                          | DVB-C, IPTV, MMDS        | Lokalni program s Ptuja                                           |               |
| SIP TV                        | DVB-C, IPTV, MMDS        | Lokalni program iz Dornave za območje Štajerske (Podravje)        |               |
| TvM - zgornjesavinjski kanal  | DVB-C, IPTV, MMDS        | Lokalni program iz Mozirja                                        |               |
| ATM TV                        | DVB-C, IPTV, MMDS        | Lokalni program iz Kranjske Gore                                  |               |
| Bled.TV                       | DVB-C, IPTV, MMDS        | Lokalni program z Bleda                                           |               |
|                               |                          |                                                                   |               |
| AK TV                         | DVB-C, IPTV, MMDS        | Lokalni televizijski program iz Slovenj Gradca                    |               |
| TIPK TV                       | DVB-C, IPTV, MMDS        | Televizijski program za gluhe in naglušne                         |               |
| TV Uršlja                     | DVB-C, IPTV, MMDS        | Lokalni televizijski program iz Raven na Koroškem                 |               |
| Tržič TV                      | DVB-C, IPTV, MMDS        | Lokalni televizijski program iz Tržiča                            |               |
| Zdrava televizija             | DVB-C, IPTV, MMDS        | Televizijski program z zdravstvenimi vsebinami                    |               |
| Zdravje TV                    | DVB-C, IPTV, MMDS        | Televizijski program z zdravstvenimi vsebinami                    |               |